# Riva
Riva — югославская (хорватская) поп-группа, победившая на конкурсе Евровидение в 1989 году.
Была создана в Загребе в 1988 году и в том же году дебютировала на музыкальном фестивале Zagrebfest с песней «Zadnja suza».
В 1989 году с песней «Rock Me» побеждает на национальном отборе, а затем и на конкурсе Евровидение, принеся Югославии первую и единственную победу на данном конкурсе. Это была настолько неожиданная победа, что комментатор Би-би-си назвал песню «похоронным маршем». В том же году группа занимает четвёртое место на фестивале в Нэшвилле (США).
Первый альбом «Rock Me» был записан на студии Кох Records в 1989 году, в следующем году вышел альбом «Srce laneta». В том же году группа записала две песни на английском языке, написанные для неё гитаристом и автором песен группы «Roxette» Пером Гессле.
После распада коллектива в 1991 году его участники продолжили сольную карьеру.

## Состав группы
- Эмилия Кокич (вокал)
- Далибор Мусап (клавишные и вокал)
- Ненад Накич (бас-гитара и вокал)
- Звонимир Зрилич (гитара и вокал)
- Бошко Чолич (барабаны)